# یاهو Pipes
یاهو Pipes یک برنامه وب از یاهو بود! که یک رابط کاربری گرافیکی برای ایجاد ترکیب‌های داده‌ای فراهم می‌کند که فیدهای وب، صفحات وب و سایر خدمات را جمع‌آوری می‌کند. ایجاد برنامه‌های مبتنی بر وب از منابع مختلف؛ و انتشار آن برنامه‌ها این برنامه با این امکان کار می‌کرد که کاربران را قادر می‌ساخت تا اطلاعات را از منابع مختلف جمع‌آوری کنند و سپس قوانینی را برای نحوه تغییر آن محتوا (مثلاً فیلتر کردن) تنظیم کردند. علاوه بر صفحه ویرایش، وب سایت دارای یک صفحه مستندات و یک صفحه بحث بود. صفحه مستندات حاوی اطلاعاتی در مورد Pipe‌ها از جمله راهنماهای ویرایشگر و عیب‌یابی است. صفحه بحث کاربران را قادر می‌سازد تا در مورد Pipe‌ها با سایر کاربران گفتگو کنند.
Web Mashup یک برنامه کاربردی وب است که داده‌های بیش از یک منبع داده وب را در یک برنامه وب یکپارچه ترکیب می‌کند. همان‌طور که لوله‌های یونیکس اغلب برای ترکیب سریع چندین منبع داده مختلف استفاده می‌شوند، اما معمولاً برای ایجاد یک برنامه کاربردی مفید نیستند، Yahoo! Pipes به جای یک ویرایشگر کامل Mashup یک ابزار ترکیب داده‌است.